# Chamaescilla
Genre
Classification APG III (2009)
Chamaescilla est un genre de plantes de la famille des Asparagaceae originaires d'Australie. Elles ont des feuilles graminiformes et des racines tubéreuses. Les fleurs ont six pétales et six étamines. Les fruits sont des capsules aplaties qui contiennent de petites graines noires et brillantes.

## Espèces
- Chamaescilla corymbosa (R.Br.) Benth.
- Chamaescilla dyeri Domin
- Chamaescilla gibsonii Keighery
- Chamaescilla paradoxa Domin
- Chamaescilla spiralis F.Muell.
- Chamaescilla tasmanica Gand.
- Chamaescilla versicolor (Lindl.) Ostenf.